# Deutsche Gesellschaft für Mund-, Kiefer- und Gesichtschirurgie
Die Deutsche Gesellschaft für Mund-, Kiefer- und Gesichtschirurgie (DGMKG) ist eine deutsche Fachgesellschaft für die Mund-, Kiefer- und Gesichtschirurgie mit Sitz in Hofheim am Taunus.
Das Fachgebiet umfasst die Erkennung, Behandlung, Prävention und Rehabilitation von Erkrankungen, Verletzungen, Frakturen, Fehlbildungen und Formveränderungen der Zähne, der Mundhöhle, der Kiefer und des Gesichtes. Einen besonderen Schwerpunkt bildet dabei die funktionelle (Kauen, Schlucken, Sprechen) und ästhetische Rehabilitation des Patienten. Die Gesellschaft hat aktuell 1600 Mitglieder.

## Geschichte
Die Entwicklung des Faches Mund-, Kiefer- und Gesichtschirurgie geht auf die besonderen Anforderungen bei der Versorgung von Kriegsverletzungen im Ersten und Zweiten Weltkrieg zurück. Auch noch nach dem Zweiten Weltkrieg gehörte die Behandlung Gesichtsverletzter zu den Hauptaufgaben chirurgisch erfahrener Zahnärzte und doppelapprobierter Fachärzte für Zahn-, Mund- und Kieferkrankheiten, die zunächst eine dreijährige und später eine vierjährige Facharztausbildung zu absolvieren hatten. Aktuell beträgt die Weiterbildungszeit zum Facharzt für Mund-, Kiefer- und Gesichtschirurgie, die erst nach abgeschlossenem Studium der Human- oder Zahnmedizin beginnen kann, fünf Jahre.
Die Berufsgruppe der Fachärzte für Zahn-, Mund und Kieferkrankheiten gründete am 25./26. März 1950 unter ihrem Vorsitzenden, Wilhelm Schwisow (1901–1980), in Göttingen den Verband der Fachärzte für Zahn-, Mund und Kieferkrankheiten e.V. Für die Vertretung im wissenschaftlichen Beirat des Ärztetages war jedoch die Gründung einer wissenschaftlichen Gesellschaft erforderlich. Die Deutsche Gesellschaft für Mund-, Kiefer- und Gesichtschirurgie wurde am 29. April 1951 durch Martin Waßmund, dem damaligen Direktor der Kieferklinik am Rudolf-Virchow-Krankenhaus gegründet. Zum Zeitpunkt der Gründung anlässlich einer wissenschaftlichen Tagung in Bad Nauheim bestand die Gesellschaft aus 52 Mitgliedern und nannte sich zunächst Deutsche Gesellschaft für Kiefer- und Gesichtschirurgie. 1972 wurde die Bezeichnung um „Mund“ im Namen erweitert. Als jährlicher Kongresstermin wurde der Termin im Frühjahr vor bzw. nach Pfingsten im Wesentlichen beibehalten.
Die eigentliche Gründungsversammlung wählte folgenden Vorstand:
- Vorsitzender: Martin Waßmund (Berlin)
- stellv. Vorsitzender: Martin Herrmann (Mainz)
- Sekretär: Fritz Schön (Bad Reichenhall)

Seit 1972 wurde der 1. Vorsitzende als Präsident, der 2. Vorsitzende als Vizepräsident, der Schriftführer als Generalsekretär und der Kassenwart als Schatzmeister bezeichnet. Später wurden, bedingt durch die zunehmenden nationalen und internationalen Aktivitäten (1980) ein Pastpräsident und ein Medienreferent in den Vorstand aufgenommen.  Neben diesen Personen, die dem engeren Vorstand angehören, gibt es noch einen erweiterten Vorstand – der Ausschuss genannt wird – dem alle ehemaligen Präsidenten, drei nichtständige Mitglieder der Gesellschaft, die Präsidenten der Österreichischen und Schweizerischen Gesellschaft angehören.
Die Aufnahme in die Gesellschaft als ordentliches Mitglied setzt die Doppelapprobation als Arzt und Zahnarzt sowie eine fünfjährige Facharztausbildung voraus.
Im Jahre 2000 fusionierte die Deutsche Gesellschaft für Mund, Kiefer- und Gesichtschirurgie zur Bündelung der wissenschaftlichen und standespolitischen Interessen mit dem Berufsverband der Mund-, Kiefer- und Gesichtschirurgen.
Der Verein ist Mitglied in der Arbeitsgemeinschaft der Wissenschaftlichen Medizinischen Fachgesellschaften (AWMF).

## Sektion wissenschaftliche Gesellschaft
Die Sektion wissenschaftliche Gesellschaft in der Deutschen Gesellschaft für Mund-, Kiefer- und Gesichtschirurgie (Kranio-Maxillo-Faziale Chirurgie), Gesamtverband der Deutschen Fachärzte für Mund-Kiefer-Gesichtschirurgie e.V. ist der Zusammenschluss aller wissenschaftlich tätigen Mitglieder der DGMKG. Diese entstammen nicht nur dem universitären Bereich. Auch in den zahlreichen Hauptfachabteilungen und im niedergelassenen Bereich finden vielfach intensive wissenschaftliche Aktivitäten statt, die das therapeutische Spektrum für unsere Patienten ständig auf dem aktuellen Stand des medizinischen Wissen halten.

## Sektion Berufsverband
Die Sektion Bundesverband in der Deutschen Gesellschaft für Mund-, Kiefer- und Gesichtschirurgie (Kranio-Maxillo-Faziale Chirurgie), Gesamtverband der Deutschen Fachärzte für Mund-Kiefer-Gesichtschirurgie e.V. ist ein Zusammenschluss von über 950 niedergelassenen Fachärzten, die ihr Studium in der Medizin und Zahnmedizin abgeschlossen haben und eine Weiterbildung zum Facharzt absolvierten. Daran anschließend kann mit einer zusätzlichen dreijährigen Weiterbildung die Zusatzbezeichnung im Bereich Plastische Operationen erworben werden. Die Sektion Bundesverband ist die berufsständische Vertretung der niedergelassenen Fachärzte für Mund-Kiefer-Gesichtschirurgie in Deutschland.
Der Berufsverband ist Mitglied im Spitzenverband Fachärzte Deutschlands e.V. (SpiFa).

## Präsidenten
- Martin Waßmund (1951–1953)
- Karl Schuchardt (1953–1964)
- Alfred Rehrmann (1964–1967)
- Friedrich Schröder (1967–1968)
- Gerhard Steinhardt (1969–1971)
- Rudolf Stellmach (1971–1972)
- Bernd Spiessl (1972–1973)
- Horst Scheunemann (1973–1974)
- Gerhardt Pfeiffer (1974–1975)
- Rüdiger Becker (1975–1976)
- Wilfried Schilli (1976–1977)
- Norbert Schwenzer (1977–1978)
- Rudolf Fries (1978–1979)
- Hugo Obwegeser (1979–1980)
- Norbert Schwenzer (1980–1984)
- Rüdiger Becker (1984–1988)
- Horst Scheunemann (1988–1990)
- Egbert Machtens (1990–1992)
- Jarg-Erich Hausamen (1992–1994)
- Dietrich Schettler (1994–1996)
- Jürgen Reuther (1996–1998)
- Joachim Mühling (1998–2002)
- Hans-Peter Ulrich (2002–2004)
- Rudolf Reich (2004–2006)
- Hans-Peter Ulrich (2006–2008)
- Siegmar Reinert (2008–2010)
- Erich-Theo Merholz (2010–2012)
- Alexander Hemprich (2012–2014)
- Lür Köper (2014–2016)
- Michael Ehrenfeld (2016–2018)
- Jörg-Ulf Wiegner (2018–2020)
- Jürgen Hoffmann (2020–2022)[3]
- Jörg-Ulf Wiegner (2022–2024)

## Kongress und Wissenschaftspreis
Seit ihrer Gründung veranstaltet die Gesellschaft regelmäßig einen Jahreskongress. Seit 1957 wird jährlich für eine hervorragende wissenschaftliche Arbeit ein Preis verliehen. Der Preis war ursprünglich nach dem Gründer der wissenschaftlichen Gesellschaft, Martin Waßmund, benannt und wurde 2011 in Wissenschaftspreis der DGMKG umbenannt, da Waßmund während der Zeit des Nationalsozialismus kompromisslos das rassenhygienische Ziel der „Ausmerze“ vertrat. Der Wissenschaftspreis der DGMKG ist mit 5000 Euro dotiert.